# Vicente Bernedo García-Huidobro
Vicente Bernedo García-Huidobro (Santiago, Chile, 22 de enero del 2001) es un futbolista profesional chileno que se desempeña como portero y actualmente milita en Universidad Católica de la Primera División de Chile.

## Trayectoria

### Universidad Católica
Bernedo se integró a las divisiones inferiores de Universidad Católica, convirtiéndose en figura destacada en cada categoría. En la edición 2018 de la Copa UC obtuvo el premio al mejor portero. Firmó su primer contrato como profesional en octubre de 2019, que lo vincularía al elenco cruzado hasta junio de 2022. Tras una lesión de Christopher Toselli en 2020, fue promovido al primer equipo por el técnico Ariel Holan. En el ámbito internacional, fue incluido en la lista de los treinta jugadores inscritos para disputar la Copa Libertadores de ese año.
En febrero de 2021, celebró su primer título nacional con Universidad Católica al ganar el campeonato Primera División 2020, y al mes siguiente la Supercopa 2020. El 26 de junio de 2021, debutó oficialmente al ingresar en minuto 88, como reemplazo de Sebastián Pérez, en el partido entre Universidad Católica y Deportes Iquique por la segunda fase de la Copa Chile. En dicho encuentro, la UC empató 4 a 4 teniendo que definir el pase a la siguiente fase a través de los penales. En esa instancia, luego de que su compañero Juan Cornejo errara, atajó el séptimo tiro de Iquique. Finalmente, la franja avanzó por un marcador de 9 a 8.
A finales de 2021, el club disputó la final de la Supercopa 2021 frente a Ñublense. El título debió definirse a través de una definición a penales, y la UC se consagró tricampeón de esta competencia. A fines de esa temporada, los cruzados se coronaron tetracampeones del torneo nacional, tras ganar las ediciones 2018, 2019, 2020 y 2021. Este título fue su cuarto personal con la franja.

## Estadísticas

### Clubes
| Club                         | Div.          | Temporada     | Liga  | Liga  | Copas nacionales | Copas nacionales | Torneos internacionales | Torneos internacionales | Total | Total |
| Club                         | Div.          | Temporada     | Part. | Goles | Part.            | Goles            | Part.                   | Goles                   | Part. | Goles |
| ---------------------------- | ------------- | ------------- | ----- | ----- | ---------------- | ---------------- | ----------------------- | ----------------------- | ----- | ----- |
| Universidad Católica · Chile | 1.ª           | 2021          | —     | —     | 3                | -2               | —                       | —                       | 3     | -2    |
| Deportes Concepción · Chile  | 3.ª           | 2022          | 18    | -19   | 1                | -2               | —                       | —                       | 19    | -21   |
| Deportes Concepción · Chile  | Total club    | Total club    | 18    | -19   | 1                | -2               | 0                       | 0                       | 19    | -21   |
| Cobreloa · Chile             | 2.ª           | 2023          | —     | —     | —                | —                | —                       | —                       | 0     | 0     |
| Cobreloa · Chile             | Total club    | Total club    | 0     | 0     | 0                | 0                | 0                       | 0                       | 0     | 0     |
| Universidad Católica · Chile | 1.ª           | 2024          | —     | —     | —                | —                | —                       | —                       | 0     | 0     |
| Universidad Católica · Chile | 1.ª           | 2025          | 13    | -13   | 3                | -6               | 1                       | -1                      | 17    | -20   |
| Universidad Católica · Chile | Total club    | Total club    | 13    | -13   | 6                | -8               | 1                       | -1                      | 20    | -22   |
| Total carrera                | Total carrera | Total carrera | 31    | -32   | 7                | -10              | 1                       | -1                      | 39    | -43   |
| 1. 2. 3.                     |               |               |       |       |                  |                  |                         |                         |       |       |

## Palmarés

### Campeonatos nacionales
| Título             | Equipo                     | País  | Año  |
| ------------------ | -------------------------- | ----- | ---- |
| Primera División   | C. D. Universidad Católica | Chile | 2020 |
| Supercopa de Chile | C. D. Universidad Católica | Chile | 2020 |
| Supercopa de Chile | C. D. Universidad Católica | Chile | 2021 |
| Primera División   | C. D. Universidad Católica | Chile | 2021 |